# Драговит
Драговит је био краљ словенског племена Велети. Верује се да је Драговит започео своју владавину 740. године.
Због сталног непријатељства и мржње Велета према Франачкој држави, крајем 8. века франачки цар Карло Велики организовао је поход против њих и њихових савезника — словенског племена Глињани.
Уз подршку Фризијаца, Ободрита, Саксонаца и Срба, Карло Велики је успео да пређе реке Лабу, Хафел и продре на територију Велета. Драговит је 789. године био приморан да се покори Францима и да као залог своје лојалности остави таоце.
Између осталог, Драговит је такође, приморан да ода признање и прихвати хришћанске мисионаре у земљи свог народа.
Његова престоница је била позната као civitas Dragowiti (град Драговита). Његова локација је била на територији савременог немачког града Бранденбург на Хафелу или Демина.